# Matthias Büttner (Politiker, 1983)

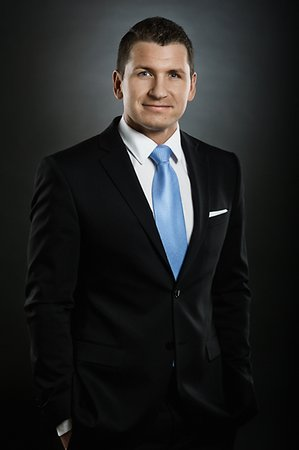
Matthias Büttner (2016)

Matthias Büttner (* 12. April 1983 in Staßfurt) ist ein deutscher Politiker (AfD) und seit 2016 Mitglied des Landtags von Sachsen-Anhalt.

## Leben
Büttner schloss 1999 die Sekundarschule „Hermann Kasten“ in Staßfurt ab und absolvierte anschließend bis 2002 eine Berufsausbildung zum Informationselektroniker. Seit 2003 ist er als selbständiger Unternehmer in der Immobilienwirtschaft tätig.
2014 wurde Büttner bei den Kommunalwahlen in Sachsen-Anhalt für die Wählergruppe Unabhängige Wählergemeinschaft Salzland (UWG Salzland) in den Staßfurter Stadtrat gewählt. Die UWG, welche zwei Sitze im Stadtrat hält, bildet dort eine Fraktion mit der AfD (ein Sitz). Büttner ist Mitglied im Ausschuss für Bau, Sanierung, Wirtschaft, Verkehr, Umwelt und Vergaben sowie im Ausschuss für Jugend, Senioren und Soziales.
Bei der Landtagswahl in Sachsen-Anhalt 2016 zog Büttner mit 32,1 Prozent der Erststimmen als Direktkandidat der AfD im Wahlkreis Staßfurt (Wahlkreis 17) in den Landtag von Sachsen-Anhalt ein.
Auf der konstituierenden Sitzung der AfD-Landtagsfraktion wurde Büttner zum stellvertretenden Fraktionsvorsitzenden gewählt. Er ist Mitglied im Ausschuss für Wirtschaft, Wissenschaft und Digitalisierung.
Büttner ist stellvertretender Vorsitzender des am 29. September 2016 eingesetzten Parlamentarischen Untersuchungsausschusses, der die Vergabe von Beraterverträgen durch das Finanzministerium in der vergangenen Legislaturperiode klären soll.
Büttner lebt in Staßfurt und ist ledig. Er ist nicht zu verwechseln und nicht verwandt mit dem 1990 geborenen, ebenfalls aus Sachsen-Anhalt stammenden und ebenfalls der AfD angehörenden Politiker Matthias Büttner.

## Staßfurter Staub
Büttner engagierte sich im Fall des Staßfurter Staubs, welcher in Stadtteilen von Staßfurt Schäden an Fahrzeugen, Gartenmöbeln und anderen Grundstücksausstattungen vieler Anwohner verursachte. Er kritisierte die Haltung der Landesregierung, welche eine weitere Staubmessung ausschloss, da diese bereits 2015 keine Ergebnisse lieferte. Aufgrund des metallischen Geruchs, welcher bereits beim ersten Auftreten des Staßfurter Staubs vernehmbar war, vermutete er gesundheitliche Risiken und sammelte aus diesem Grund Anzeigen von Privatanwohnern gegen Unbekannt. Weiterhin forderte er die in Frage kommenden Verursacher zur Bereitstellung von Proben auf, um diese als Ursachen ausschließen zu können.

## Strafverfahren
Im Dezember 2016 wurden Ermittlungen gegen Büttner wegen des Vorwurfs versuchter sexueller Nötigung eingeleitet. Eine frühere AfD-Referentin hatte ihn angezeigt, sie auf einer Dienstreise in Erfurt bedrängt zu haben. Das Strafverfahren gegen Büttner wurde am 8. Oktober 2019 von der Staatsanwaltschaft Erfurt eingestellt, da diese keinen hinreichenden Tatverdacht gegen den Beschuldigten feststellen konnte.